# Eugenio Moriones
Eugenio Moriones Aramendía (Madrid, 11 de noviembre de 1911-Paracuellos de Jarama, España, 24 de noviembre de 1936) fue un futbolista español que se desempeñaba como delantero.
Como jugador del Real Madrid C. F. llegó a disputar tan solo un partido ante el Arenas Club de Getxo, cuyo resultado fue un 5:1 en contra.
De ideología falangista, fue uno de los muchos miembros de F. E. de las JONS que participó en la defensa del Cuartel de la Montaña durante el Golpe de Estado de julio de 1936 en Madrid. Tras la toma del mismo por milicianos leales a la Segunda República española, permaneció encarcelado y fue fusilado en Paracuellos de Jarama en noviembre de ese año.